# Kertesziomyia obliterans
Kertesziomyia obliterans är en tvåvingeart som först beskrevs av Walker 1860.  Kertesziomyia obliterans ingår i släktet Kertesziomyia och familjen blomflugor. Inga underarter finns listade i Catalogue of Life.